# EPrix Mexico City
ePrix Mexico City (anglicky: Mexico City ePrix) je jedním ze závodů šampionátu vozů Formule E, pořádané Mezinárodní automobilovou federací. Místem konání je trať Autódromo Hermanos Rodríguez ve městě Mexico City, hlavním městě Mexika.

## Okruh
Okruh Autódromo Hermanos Rodríguez je stálým sportovním zařízením, na kterém se konají závody Formule 1, Formule E a dalších závodních sérií. Oproti závodům F1 je značně upravený, trať je vedena v místech bývalého krátkého oválu pro místní závody cestovních vozů a zahrnuje jak zajímavou sekci uvnitř stadionu, tak slavnou zatáčku Peraltada. Délka jednoho kola je lehce přes 2 kilometry.

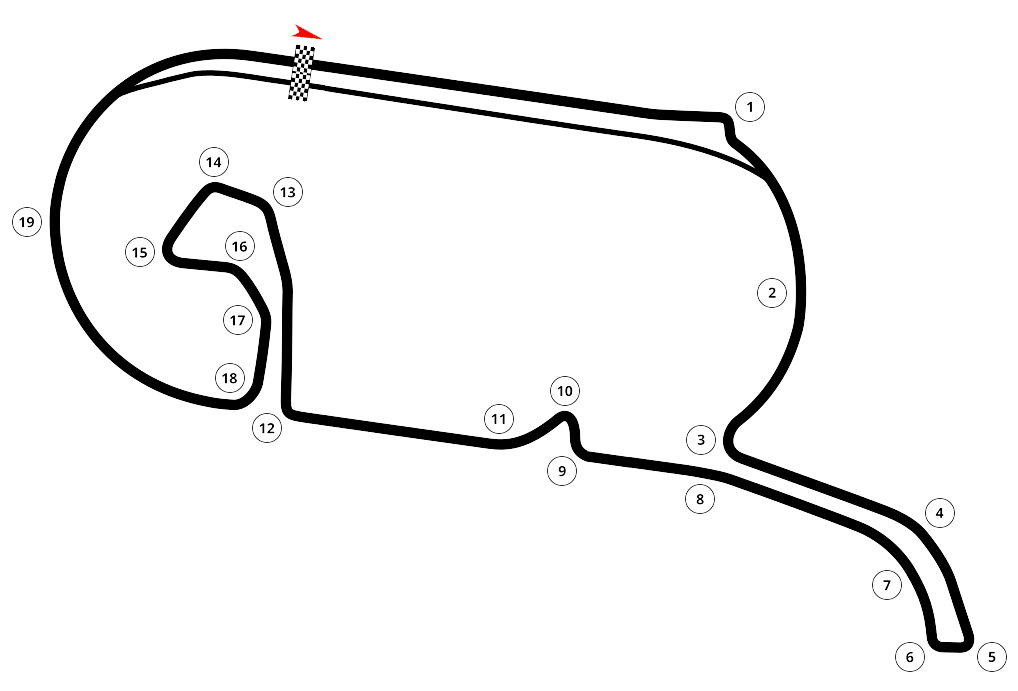
Trať ePrix Mexika od roku 2023

## Vítězové ePrix Mexico City

### Opakovaná vítězství (jezdci)
| Počet vítězství | Jezdec          | Roky       |
| --------------- | --------------- | ---------- |
| 2               | Lucas di Grassi | 2019, 2017 |
| 2               | Pascal Wehrlein | 2022, 2024 |

### Opakovaná vítězství (týmy)
| Počet vítězství | Jezdec         | Roky             |
| --------------- | -------------- | ---------------- |
| 3               | Audi Sport ABT | 2017, 2018, 2019 |
| 2               | Porsche        | 2022, 2024       |

### Vítězové v jednotlivých letech
| Rok  | Jezdec                                   | Konstruktér                              | Trať                                     | Výsledky                                 |
| ---- | ---------------------------------------- | ---------------------------------------- | ---------------------------------------- | ---------------------------------------- |
| 2025 | Oliver Rowland                           | Nissan Formula E Team                    | Autódromo Hermanos Rodríguez             | Výsledky                                 |
| 2024 | Pascal Wehrlein                          | Porsche                                  | Autódromo Hermanos Rodríguez             | Výsledky                                 |
| 2023 | Jake Dennis                              | Andretti Racing-Porsche                  | Autódromo Hermanos Rodríguez             | Výsledky                                 |
| 2022 | Pascal Wehrlein                          | Porsche                                  | Autódromo Hermanos Rodríguez             | Výsledky                                 |
| 2021 | Nekonala se z důvodu pandemie covidu-19. | Nekonala se z důvodu pandemie covidu-19. | Nekonala se z důvodu pandemie covidu-19. | Nekonala se z důvodu pandemie covidu-19. |
| 2020 | Mitch Evans                              | Jaguar Racing                            | Autódromo Hermanos Rodríguez             | Výsledky                                 |
| 2019 | Lucas di Grassi                          | Audi Sport Abt Schaeffler                | Autódromo Hermanos Rodríguez             | Výsledky                                 |
| 2018 | Daniel Abt                               | Audi Sport Abt Schaeffler                | Autódromo Hermanos Rodríguez             | Výsledky                                 |
| 2017 | Lucas di Grassi                          | Audi Sport ABT                           | Autódromo Hermanos Rodríguez             | Výsledky                                 |
| 2016 | Jérôme d'Ambrosio                        | Dragon Racing                            | Autódromo Hermanos Rodríguez             | Výsledky                                 |